# اچ‌ام‌اس پانتر (۱۸۹۷)
اچ‌ام‌اس پانتر (۱۸۹۷) (به انگلیسی: HMS Panther (1897)) یک کشتی بود که طول آن ۲۱۰ فوت (۶۴ متر) بود. این کشتی در سال ۱۸۹۷ ساخته شد.